# لوناماترونا
لوناماترونا (به ایتالیایی: Lunamatrona) یک کومونه در ایتالیا است که در استان مدیو کامپیدانو واقع شده‌است.

## خصوصیات
لوناماترونا ۲۰٫۶ کیلومترمربع مساحت و ۱٬۷۹۸ نفر جمعیت دارد و ۱۸۰ متر بالاتر از سطح دریا واقع شده‌است.